# Rumjantsevo
Rumjantsevo (ryska: Румянцево) är en station på södra delen av Sokolnitjeskajalinjen i Moskvas tunnelbana.  
Rumjantsevo ligger vid korsningen Ukrainamotorvägen och Rodnikovaja-vägen. Stationen har fått sitt namn av byn Rumjantsevo som fanns här innan Moskva expanderade åt sydväst år 2012.
Stationen öppnades den 18 januari 2016 som en förlängning söderut av Sokolnitjeskajalinjen, och var linjens slutstation några veckor, den 15 februari invigdes nästa station, Salarjevo.
Dekoren på stationens väggar baseras på Mondrians abstrakta konst.